# Rika Aaldriks
Henderika Geertruida (Rika) de Valk-Aaldriks (Groningen, 15 maart 1943 - Dordogne, 1 september 2010) was een strafrechter bij de rechtbank Leeuwarden.

## Biografie
Aaldriks was een dochter van grafisch ontwerper en tekenaar Jacob Aaldriks en Geesje Damhoff. Ze trouwde met officier van justitie mr. dr. Jan de Valk (1943) met wie ze twee dochters kreeg. Ze was aanvankelijk lerares maatschappijleer en geschiedenis aan de kweekschool in haar geboortestad maar besloot, toen de school ging fuseren met de Pedagogische Academie, rechten te gaan studeren. Na haar afstuderen en een interne opleiding werd ze op 1 oktober 1993 plaatsvervangend rechter te Leeuwarden, vanaf 18 juli 1996 rechter bij de rechtbank Leeuwarden. Op 16 april 2004 nam ze afscheid als rechter maar bleef nog rechter-plaatsvervanger. Ook haar man was eerst docent geweest, scheikundeleraar, alvorens hij zich na een rechtenstudie liet omscholen tot officier van justitie.